# 夜馬裕
夜馬裕（やまゆう）は日本の作家、怪談師。
2014年怪談ユニット・ゴールデン街ホラーズ結成、怪談会、お化け屋敷企画JBPを主宰。講演、メディア出演など広く活動している。
YouTube、トークイベントにも出演。自ら『厭怪』などの主宰でもある。
作家として、『厭談』(いやだん)シリーズや共著も多数。またモキュメンタリーや映画のノベライズを手掛ける。漫画の原作『厭談夜話』(えんだんよばなし)は7巻目となる人気作品である。
後味が悪い独特の怪談を特徴とする。

## 著作
共著
- 2020年2月『高崎怪談会 東国百鬼譚』（竹書房）（ISBN 978-4801921856）
- 2020年6月『地獄めぐり業火』（竹書房）（ISBN 978-4801922983）
- 2021年3月『瞬殺怪談 死地』（竹書房）（ISBN 978-4801305335）
- 2021年6月『趣魅怪談~特殊趣味人が遭遇した21の怪異』（彩図社）（ISBN 978-4801305335）
- 2021年7月『黄泉つなぎ百物語』（竹書房）（ISBN 978-4801927513）
- 2022年7月『 東京の怖い街』（興陽館） （ISBN 978-4877232917）
- 2024月6月『代々木怪談 ―ノベルアップ＋ 夏の夜の怪談コンテスト傑作選―』監修·執筆 (ホビージャパン)（ISBN 978-4798635576）
- 2024年4月『予言怪談』(竹書房)（ISBN 978-4801942745）
- 2024年12月『七つの異界へ扉がひらく 神隠し怪奇譚』若本衣織（竹書房)（ISBN 978-4801939691）
- 2025年6月 『国道１号線怪談』(角川ホラー文庫) (ISBN 978-4041158968)

単著
- 厭談シリーズ  (竹書房怪談文庫) 
  - 『厭談 祟ノ怪』2020年9月　（ISBN 978-4801924062）
  - 『厭談 戒ノ怪』2021年12月 （ISBN 978-4801928022）
  - 『厭談 畏ノ怪』2024年12月 （ISBN 978-4801941519）
- 2022年8月『自宅怪談』（イースト·プレス）（ISBN 978-4781620534）

ノベライズ
- 2024年7月 『フェイクドキュメンタリーQ』（双葉社）（ISBN 978-4575319019）
- 2025年4月 映画『ドールハウス』                原案/矢口史靖  （双葉文庫)（ISBN 978-4575528411）
- 2025年7月 『イシナガキクエを探しています』(KADOKAWA) (ISBN 978-4046075598)

## 漫画原作
- 2021年10月『怪談手帳』（集英社DeNAプロジェクツ 漫画：了春刀）[2]
- 2023年2月開始『厭談夜話』（サンデーうぇぶり（小学館）原作∶夜馬裕/漫画∶外本ケンセイ）
- 『厭談夜話』（えんだんよばなし）（サンデーうぇぶりコミックス）（小学館）
  - 2023年07月 1巻 ISBN 978-4-09-852536-2
  - 2023年11月 2巻 ISBN 978-4-09-852861-5
  - 2024年03月 3巻 ISBN 978-4-09-853144-8
  - 2024年07月 4巻 ISBN 978-4-09-853426-5
  - 2024年11月 5巻 ISBN 978-4-09-853685-6
  - 2025年03月 6巻 ISBN 978-4-09-854005-1
  - 2025年07月 7巻 ISBN 978-4-09-854167-6

## 受賞歴
- 2020年 - 竹書房Presents 怪談最恐戦 優勝[3]
- 2021年 - 竹書房 怪談総選挙2020 1位＆2位 [4]

## 文学賞受賞・候補歴
- 2015年 - 第7回『『幽』怪談実話コンテスト』優秀賞
- 2017年 - 『カクヨム異聞選集コンテスト大賞』大賞[5]

## 出演作品
- 2020年 - 『怪奇蒐集者 夜馬裕』[DVD][6]
- 2020年 - 『圓山町怪談倶楽部 シバスベリ』[DVD][7]
- 2021年 - 『怪奇蒐集者 夜馬裕 酩譚』[DVD][8]
- 2021年 - 『圓山町怪談倶楽部 ～先無ノ森～』 [DVD][9]
- 2023年 - 『イド・シャーク ～心霊調査ビッグサマー～』脚本/出演 夏目大一朗